# Település

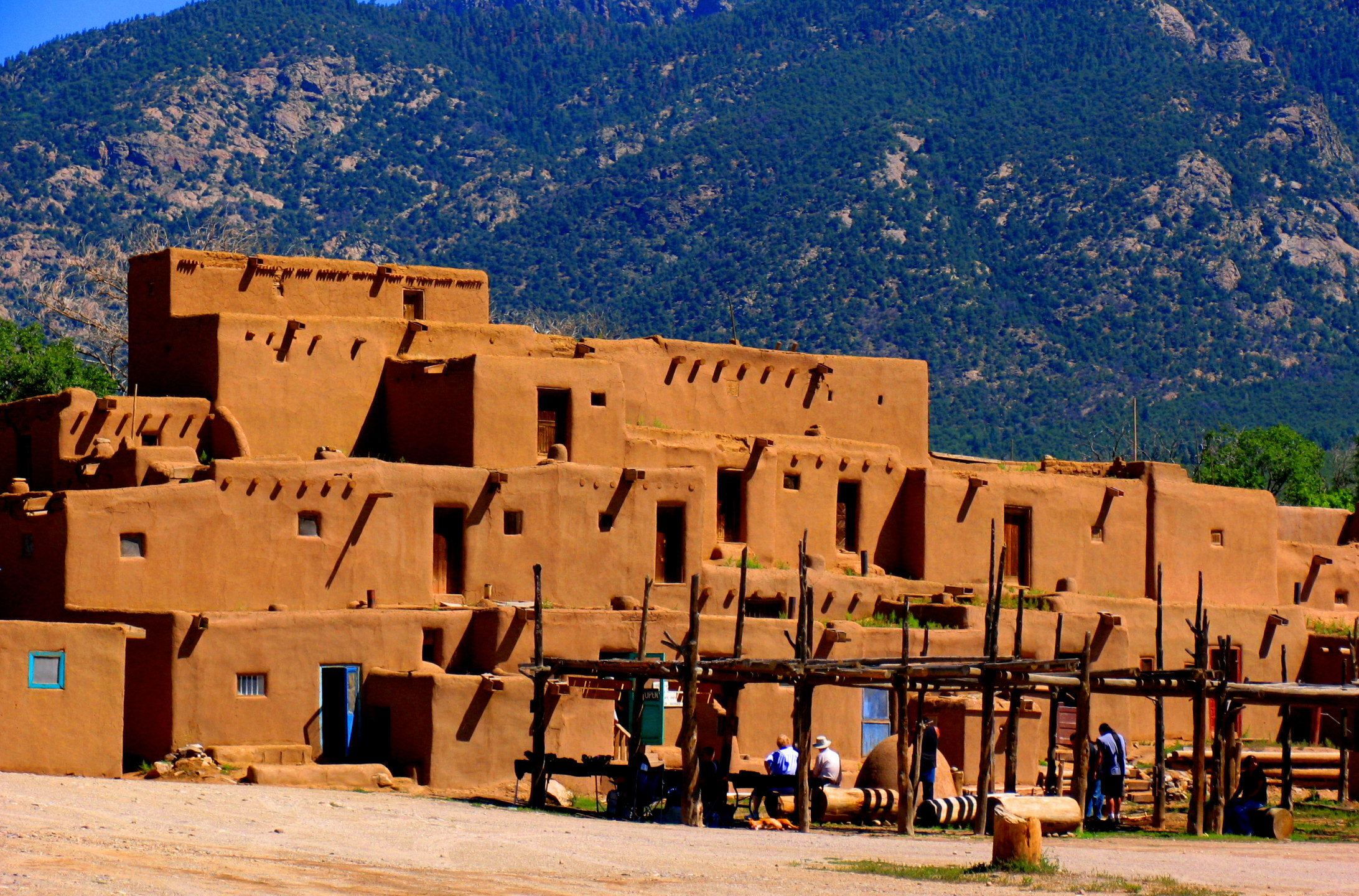
Taos Pueblo, az ősi észak-amerikai pueblo törzs lakhelye, közel ezeréves település

A település – általános szóhasználattal – az a hely, ahol emberek tartósan megtelepednek, élnek és dolgoznak. Nevezhetik falunak, városnak vagy más, huzamos emberi megtelepedést jelentő közösségi formációnak is.

## A település-fogalom értelmezése
A település – falu, város, vagy más, huzamos emberi megtelepedést nyújtó közösségi formáció – rendkívül sokrétű, összetett tartalmat fedő fogalom. Egyéni és kollektív tevékenységek, folyamatok, viszonylatok és állapotok gyűjtője. Ily módon nem véletlen, hogy a településsel különféle szakterület szempontjai szerint foglalkozók fogalommeghatározása a településről eltérő. Ezek részletes felsorolásának mellőzésével megállapítható, hogy valójában igazak, de csupán a település valamely – általuk meghatározónak ítélt – jellemzője kiemelésével születtek, s nem a település lényegére, alapvető funkciójára adnak magyarázatot.
„A település csodálatos dolog. Az emberek a történelem során azért tömörültek településekbe, hogy letelepedve, egyéni igényeikből integrált társadalmi szükségleteiket közös tevékenységgel (munkakoncentrálással, munkamegosztással) és közös áldozatvállalással, egyéni lehetőségeiknél magasabb szinten elégíthessék ki. S ez a település lényege.” (Kiss Tamás)

## Történeti kísérletek a fogalom meghatározására

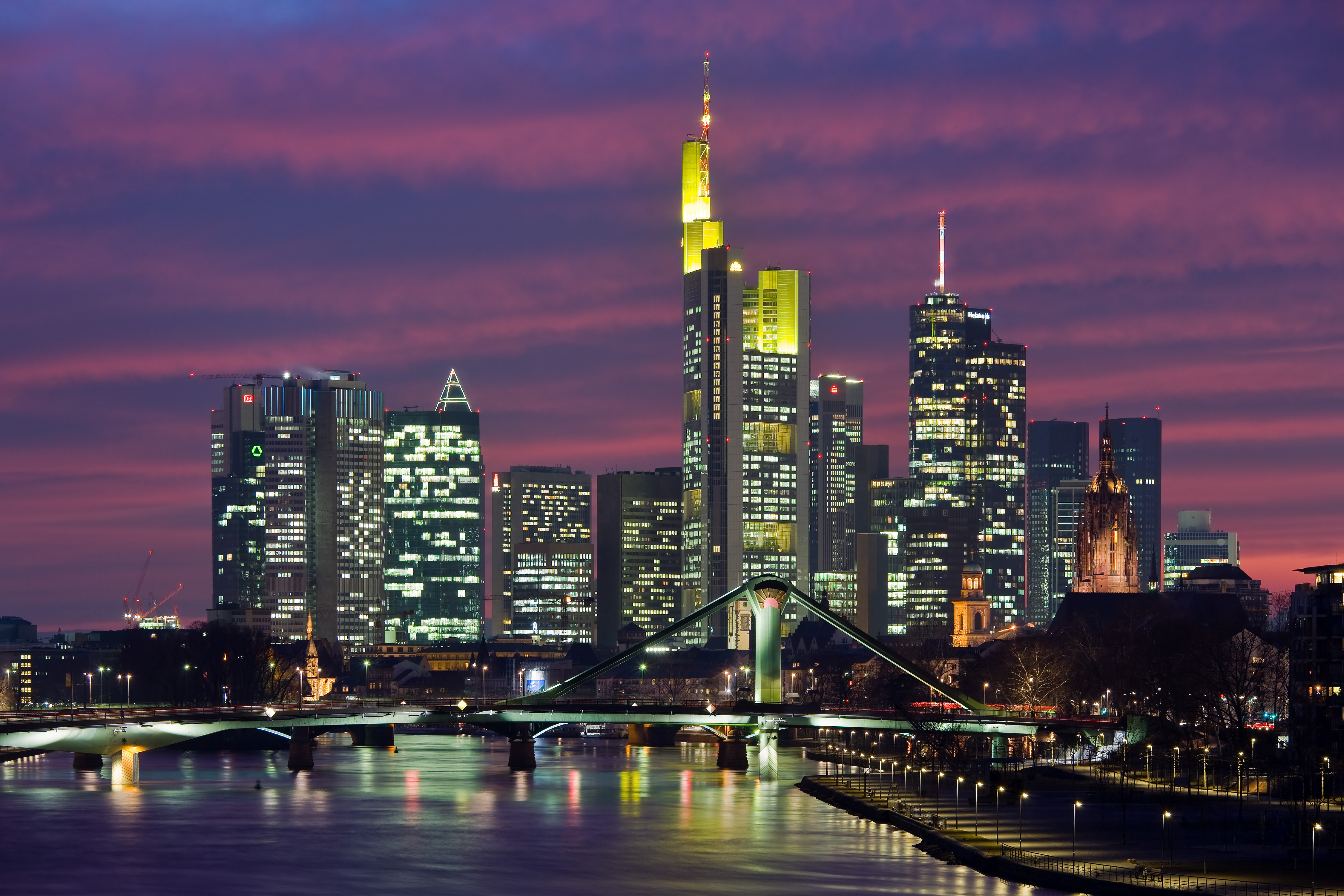
Egy modern város, Frankfurt am Main

A település egyszerűen fogalmazva olyan hely, ahol az emberek laknak és dolgoznak. Maga a jelenség (ti. egy adott helyen való letelepedés vagy megtelepedés) nem csak embereknél figyelhető meg. Az emberek a telepedés vagy a telepítés során alkotnak telepet, vagyis önszántukból vagy akaratuk ellenére. 
- Mendöl Tibor szerint az embercsoport lakó és munkahelyének térbeli együttese[2]
  - Lakóhely: az a hely, ahol egy ember vagy embercsoport a maga testi épségének és anyagi javainak megvédése céljából alkalmas módon berendezkedett.
  - Munkahely: ahol egy ember vagy embercsoport a maga szükségleteinek megszerzése céljából valamilyen tevékenységet folytat. 
 Persze beláthatjuk, a meghatározás idejét múlt voltát, hiszen például ma Magyarországon a népesség hozzávetőleg 30%-a ingázik lakóhelye és munkahelye között, fejlett telekommunikációs államokban pedig terjed a távmunkavégzés. Ilyen módon a lakó- és munkahely egységéről ma már nem beszélhetünk.
- Beluszky Pál meghatározása szerint: A település egy embercsoportnak a bővített társadalmi újratermelés céljait szolgáló, ezen embercsoport által igénybevett létesítmények (lakó-, munka- és pihenőhelyek, szolgáltató intézmények) a lakosság mindennapos, rendszeres „mozgástere” által kijelölt funkcionális egysége.
  - A közigazgatás és a településföldrajz álláspontja itt eltér!
  - Ez a definíció ma is helytálló, mert nem feltétlen térbeli egységről, viszont funkcionális egységről szól.
- Tóth József szerint: A település egy adott földrajzi környezetben, annak elemeivel intenzív kölcsönhatásban élő gazdasági, társadalmi, műszaki (infrastrukturális) struktúrák rendszere.
  - Tóth professzor szerint a települést egy olyan elméleti tetraéder belsejében szükséges vizsgálni, melynek a négy lapja[3]
    - A társadalom
    - A gazdaság
    - Az infrastruktúra
    - A természeti környezet

  - Ennek a négy lapnak nagyon fontos tulajdonsága, hogy méreteik egyenlők. Ebből következik, hogy egy település vizsgálata során mind a négy tényező a súlyát egyenlőnek kell tekinteni. A tetraéder abból a szempontból is szemléletes, hogy a rendszer belsejében egy tényező súlyának változása is hatással van a másik három tényező súlyára. Ezáltal a fent felsorolt négy tényező interdependenciáját fejezi ki.
- Kiss Tamás a településfogalom lényegét közgazdasági szemlélettel közelíti:[4] „Az előzők közgazdasági értelmezésénél (véleményem szerint a legátfogóbban így lehet a település lényegét kifejteni) abból indulok ki, hogy a település a természet, ember, művi környezet, tevékenységek, viszonylatok stb. gyűjtőedénye. Lényegét tekintve társadalmi kategória; társadalmi produktum és társadalmi folyamatok befogadója.”
  - Pontosabban: a település a társadalom területi megjelenési formája a maga helyi (természeti, technikai, társadalmi stb.) és regionális (táji, nemzeti stb.) meghatározottságával.
  - Ebből adódóan a település a társadalom (település-társadalom) újratermelésének – kedvező körülmények közt bővített újratermelésének – színtere és feltétele. A társadalmi újratermelési folyamat során létrejövő településalakító körülmények keretében a településalakító adottságok és a településalakító (társadalmi) igények konfrontációja következik be. 
  - A településalakító adottságok és telepúlésalakító igények egymásra hatásának folyamata maga a társadalmi újratermelési (bővített újratermelési) folyamat, amelyet – a közgazdaságtan klasszikus megfogalmazásával – termelési, elosztási, felhasználási, felhalmozási szakaszokra bonthatunk. (Úgy gondolom, napjaink tapasztalatai szerint e szakaszokhoz még hozzá kell számítanunk az újratermelési folyamat melléktermékeinek elhelyezési, semlegesítési szakaszát is)."[4]
  - Ezek egymásra hatása során a település létrehozza, kielégíti létigényeit, s az ezeket meghaladó társadalmi produktumból bővíti önmagát (mennyiségben, minőségben), és/vagy ennek részbeni-egészbeni elvonása révén létében megalapoz más társadalmi formációkat. (város(állam), megye, állam stb.).

## Kategorizálásának alapjai
A településeket tipikusan a következő ismertetőjegyek (címek) szerint szokás tárgyalni:
- típusa (tanya, telep, falu, város, nagyváros, világváros stb.)
- Mérete (területe, lélekszáma)
- (Település)szerkezete (alaprajzi, funkcionális stb.)
- Lakosság összetétele (agrár, ipari, tercier, vegyes stb.)
- Kora (alapítása(-i), korszaka(i), története)
- Szerepköre(i)(regionális, gazdasági, ellátási, politikai, kulturális stb.)
- Fekvése (helyi és helyzeti energiák)
- Jellege, típusa (közigazgatási és településföldrajzi szempontok szerint eltérő)
- Alaprajza, területrészei (kül-, belterülete stb)
- Látképe

## Magyar települések
Magyarországon a jellemző településkategóriák a város és a falu. Ezekkel együttesen a településföldrajz tudománya foglalkozik. A saját önkormányzattal rendelkező települések közigazgatási szempontból a város vagy község címet viselik.
A település közvetlen környezete a térség vagy kistérség, idegen szóval a (földrajzi) régió. Magyarország régiókra való felosztásra többféleképpen történik, a legismertebb a közigazgatási tagolás. Így máshová esnek az európai uniós régió-besorolások, mint a különböző időkben készült hazai besorolások, amiből félreértés szokott származni.

## Lásd még
- Településelméletek
- Településtudomány
- Urbanisztika